# Eric De Rop
Eric De Rop (Wilrijk, 1954) is een Vlaams striptekenaar en inkter. Hij werkte zo'n 43 jaar aan de strips van Studio Vandersteen. Hij is de zoon van Eduard De Rop, die dezelfde functie vervulde binnen de studio.

## Biografie
De Rop kwam in 1970 werken voor de studio en begon met het tekenen aan de stripreeksen Bessy en Jerom. Later werkte hij ook mee aan de reeksen De familie Snoek en De Geuzen (de eerste drie albums).
In 1984 begon zijn  medewerking aan de stripreeks Suske en Wiske, toen hij de eerste 10 pagina's van het korte verhaal De bevende berken inkte. Sinds 1986 is hij de vaste inkter voor Suske en Wiske. In 2015 besloot hij het rustiger aan te doen en zette zijn activiteiten voor Suske en Wiske stop.
Samen met Patty Klein maakte hij ook de gagreeks van Schanulleke. 
Voor het weekblad Suske en Wiske maakte hij een aantal afleveringen van de strip Ribbedebie over een tovenaarsleerling. 
Samen met Paul Reichenbach maakte De Rop de strip "De alledaagse avonturen van Bas en de Belhamels”. Drie albums zijn verschenen bij Pear Productions.  
Hij werkte ook aan de strip Jommeke van Jef Nys. Ook tekende hij de covers voor de reeksen De Avondturen van Tom Tempo (14 albums), S.O.S op de planeet Jupinus (2 albums) en Stan Stikker tegen De Raaf (1 album). Deze stripreeksen zijn getekend door zijn vader Edward de Rop en zijn uitgegeven door Uitgeverij Bonte.   
Erics zoon is bekend onder het pseudoniem Bué the Warrior en is een internationaal bekende graffitikunstenaar.
In 2019 gaf De Rop een uitgebreid interview aan De Perfecte Podcast over zijn tijd en carrière bij Studio Vandersteen.